# Општина Ванатори (Мехединци)
Ванатори (рум. Vânători) општина је у Румунији у округу Мехединци.
Oпштина се налази на надморској висини од 83 m.